# 博讷圣母圣殿
博讷圣母圣殿 （Basilique Notre-Dame de Beaune）是一座天主教宗座圣殿，建于12世纪下半叶，位于法国勃艮第-弗朗什-孔泰大区科多尔省的博讷。
博讷圣母圣殿是一座宏伟的罗马式建筑，始建于十二世纪中叶，模仿了克吕尼修道院。19世纪进行了修复。

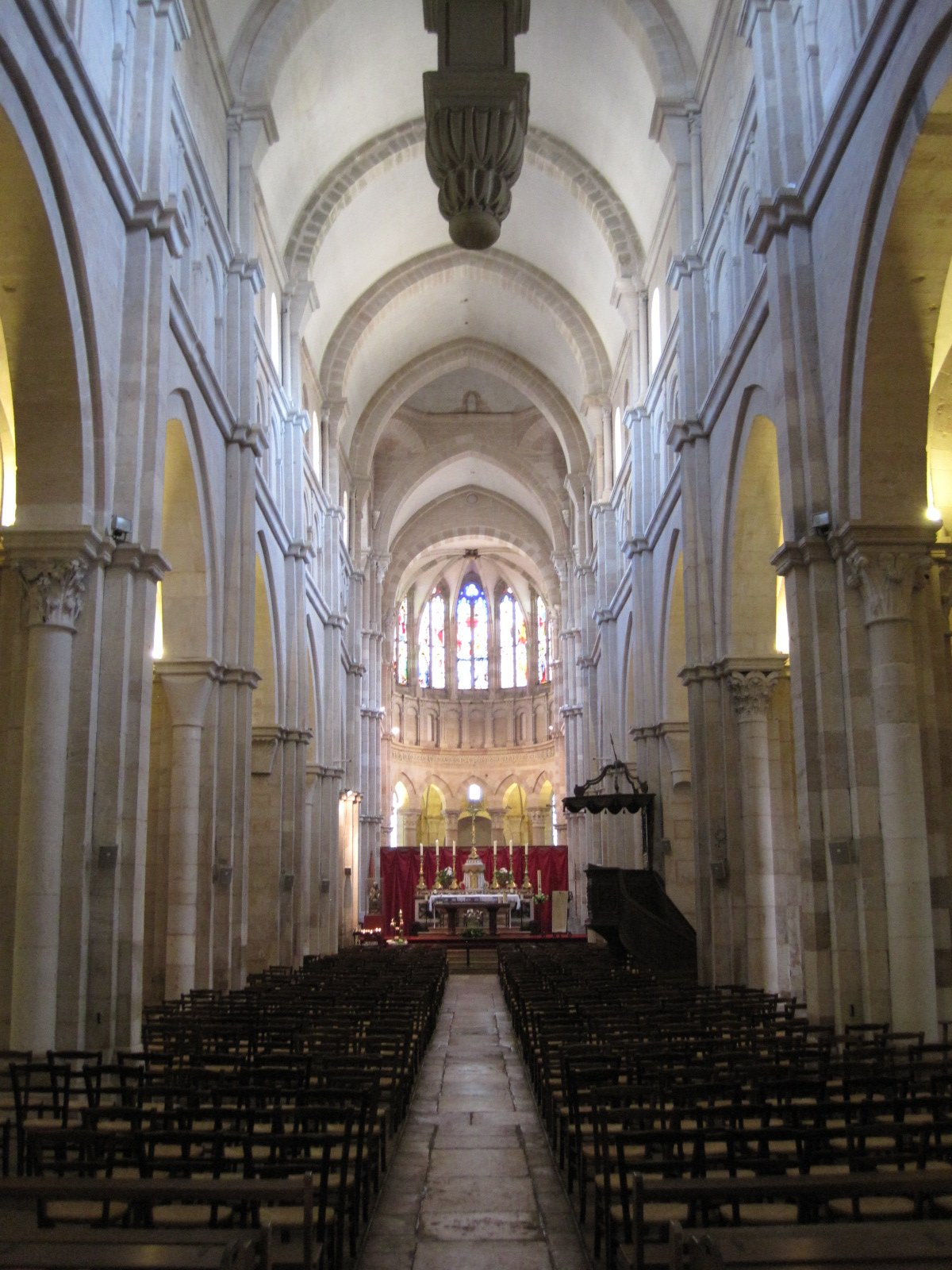
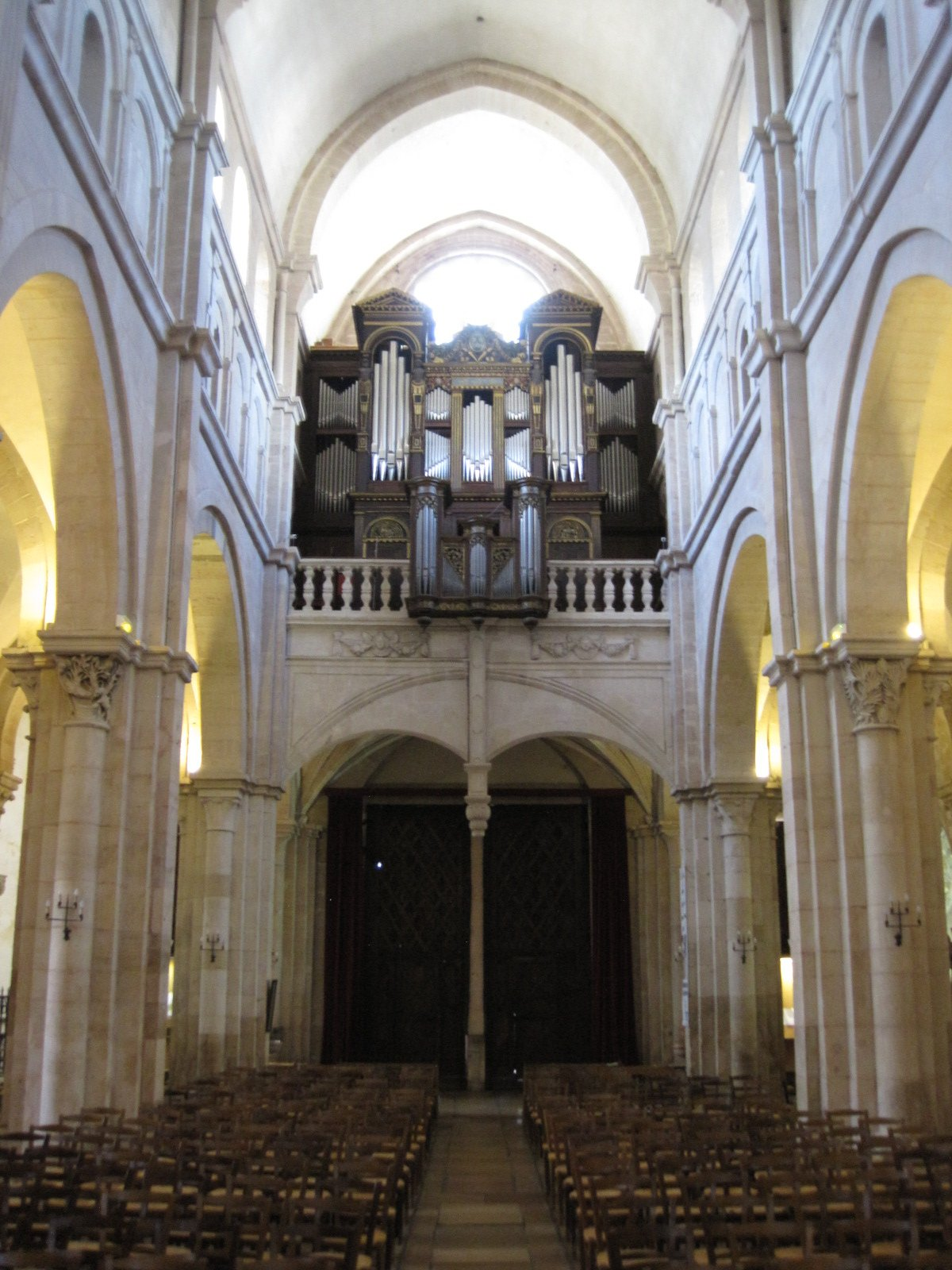
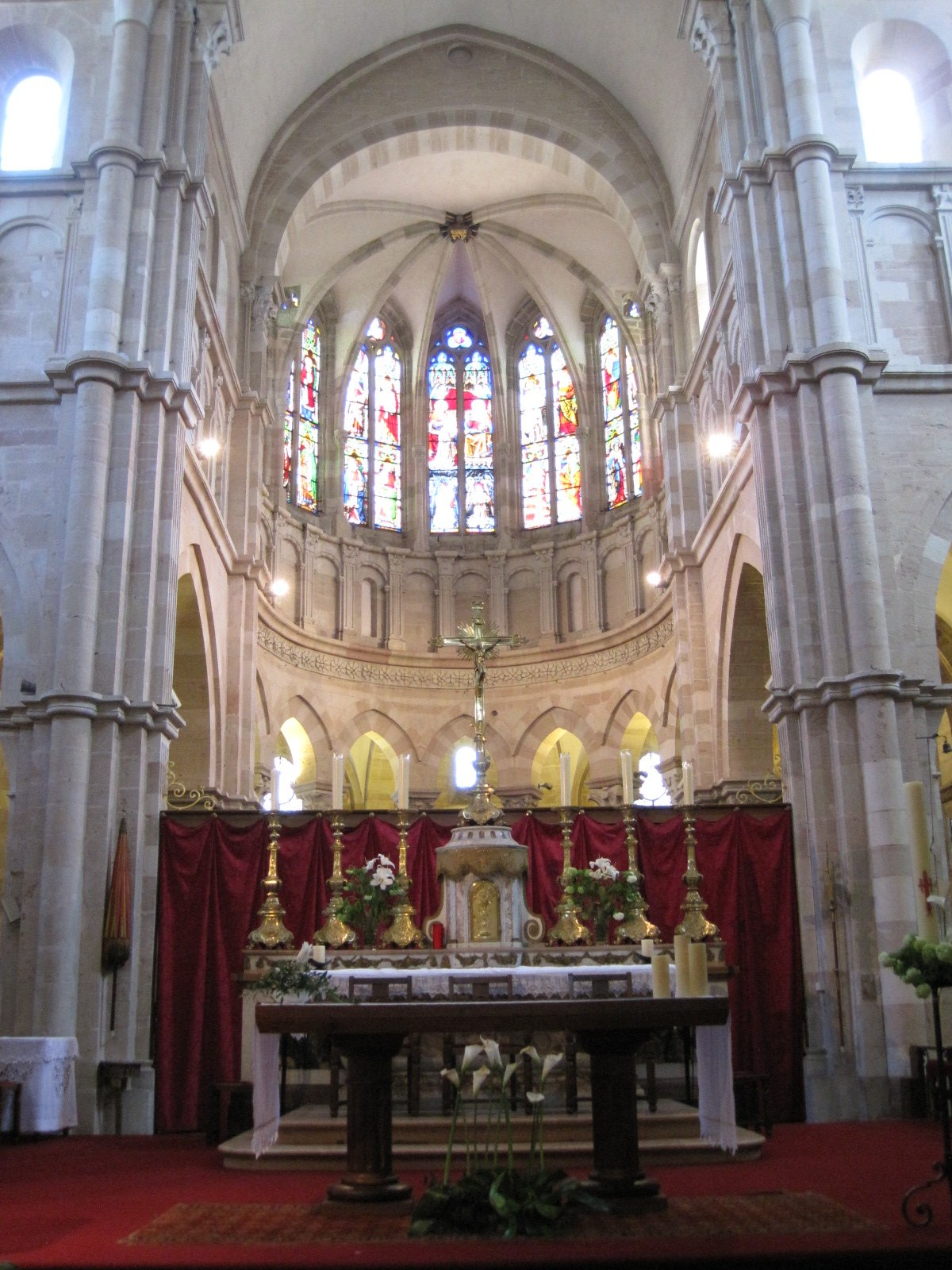
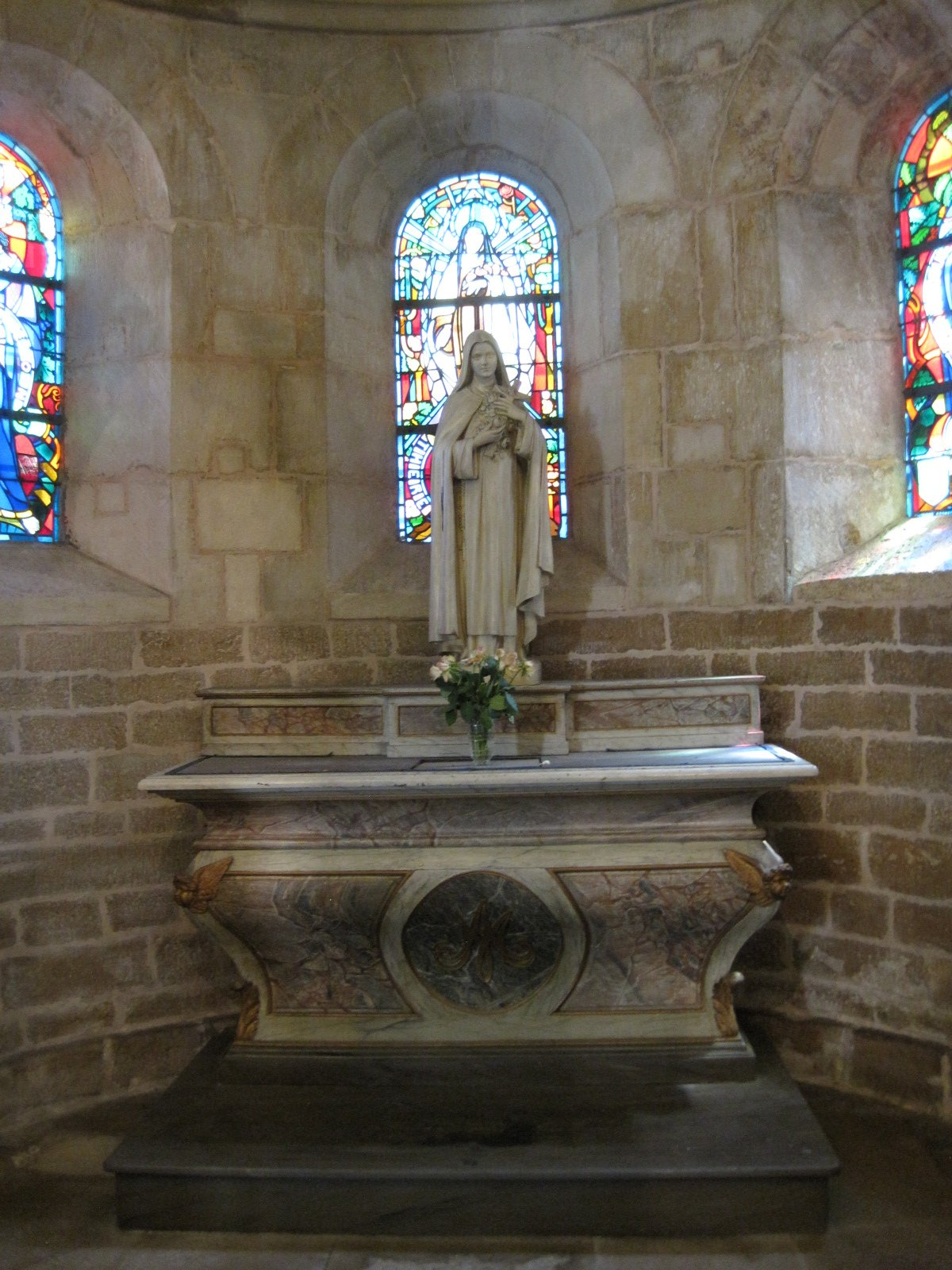
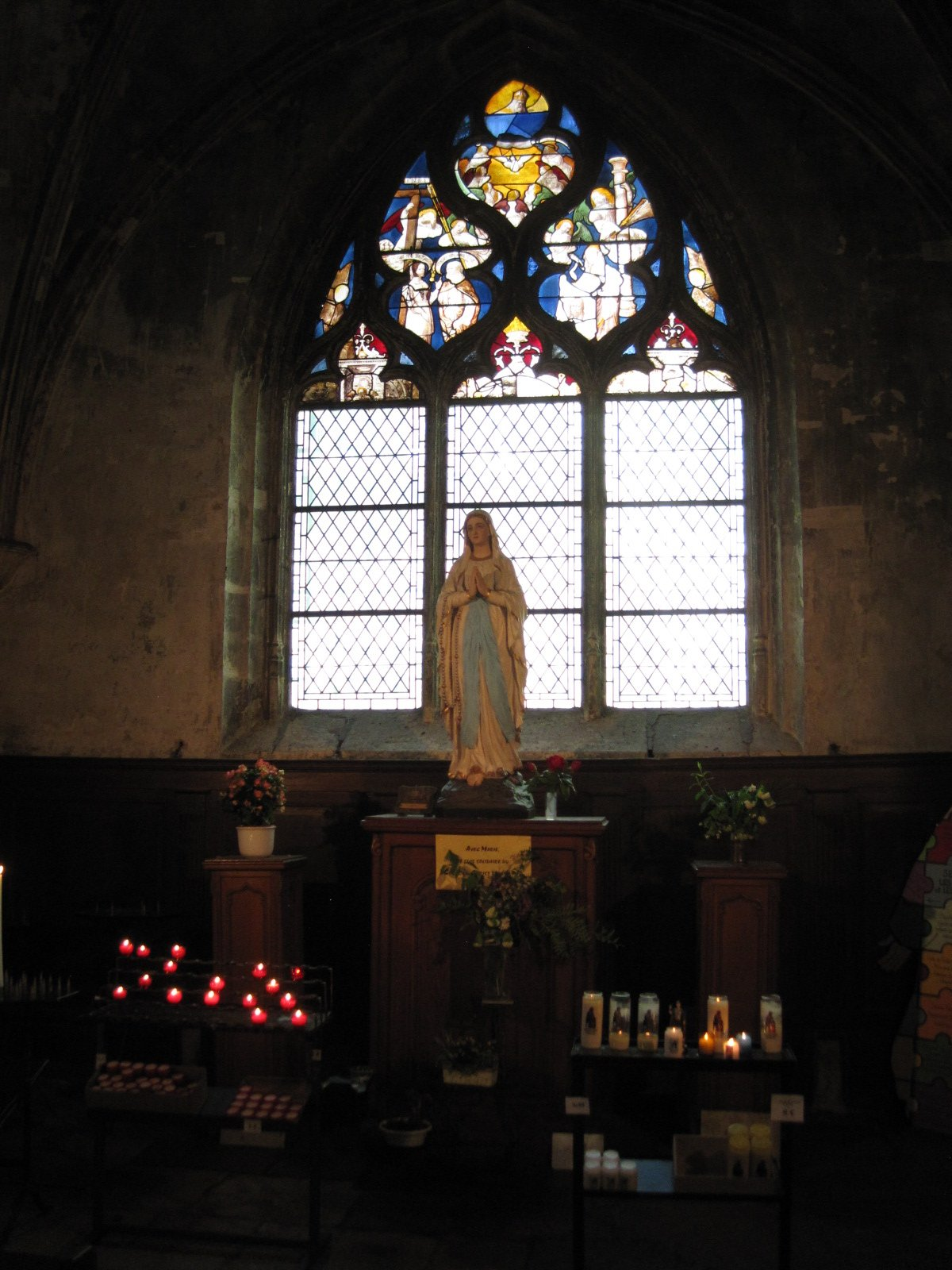
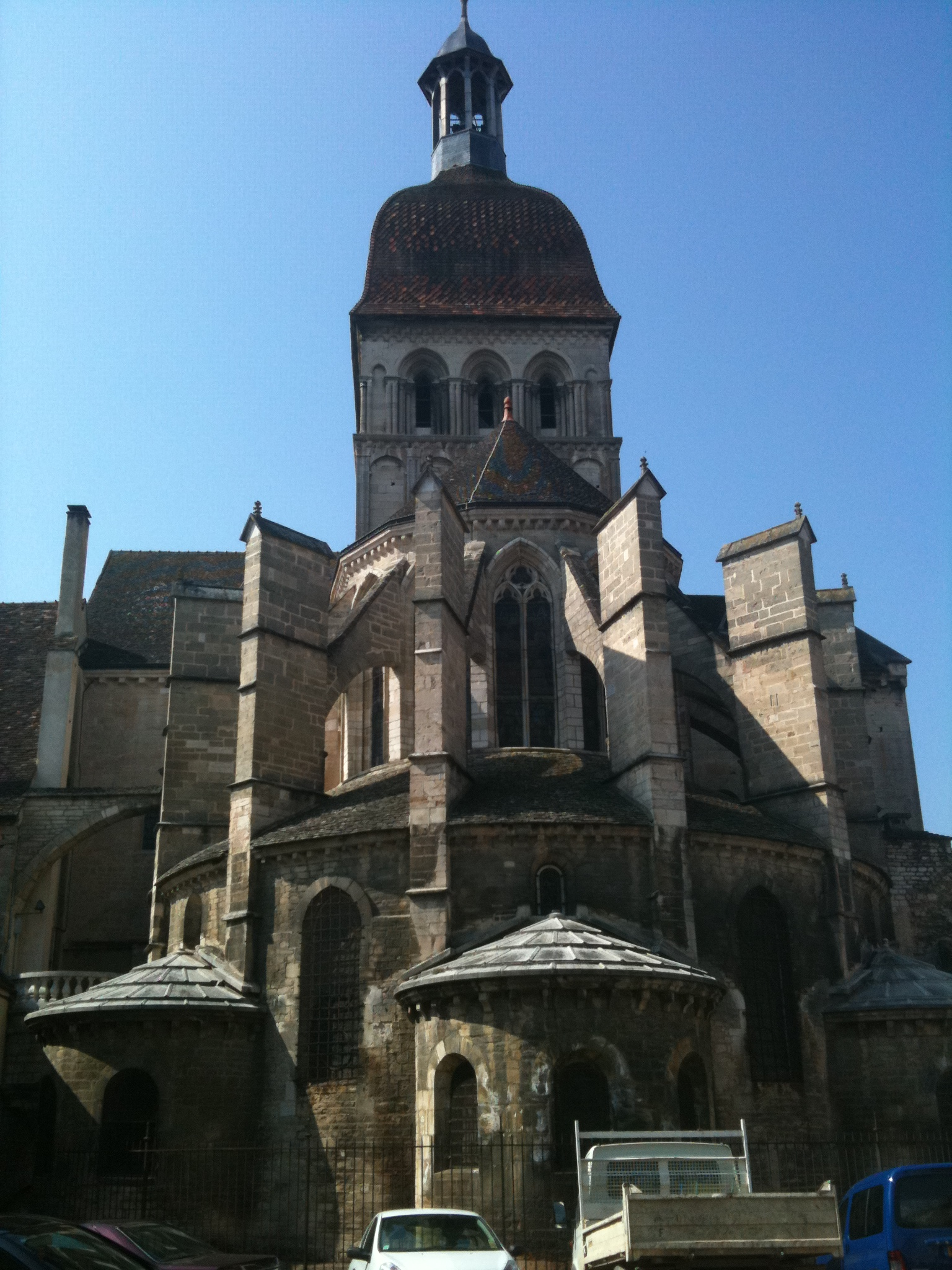
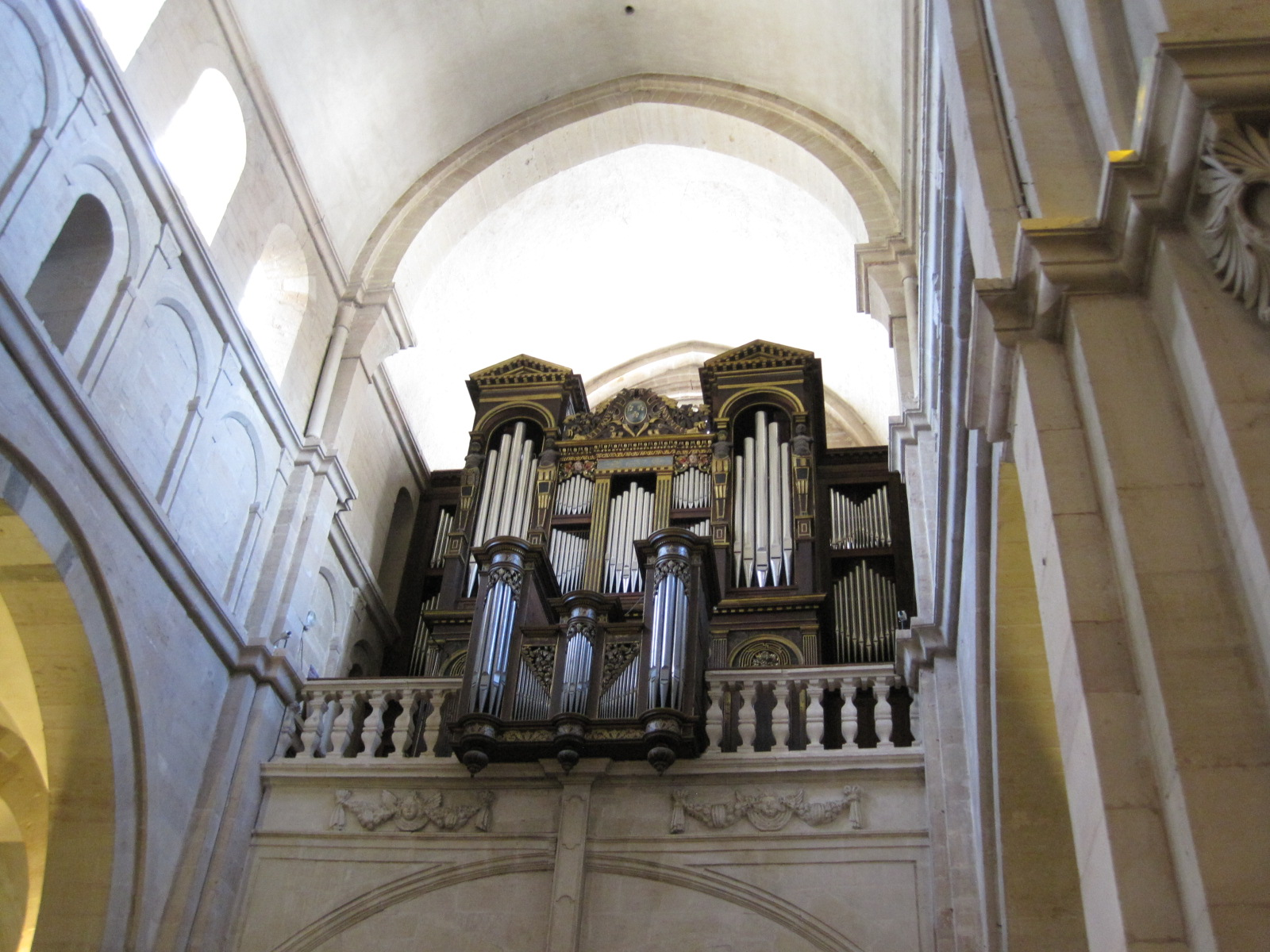
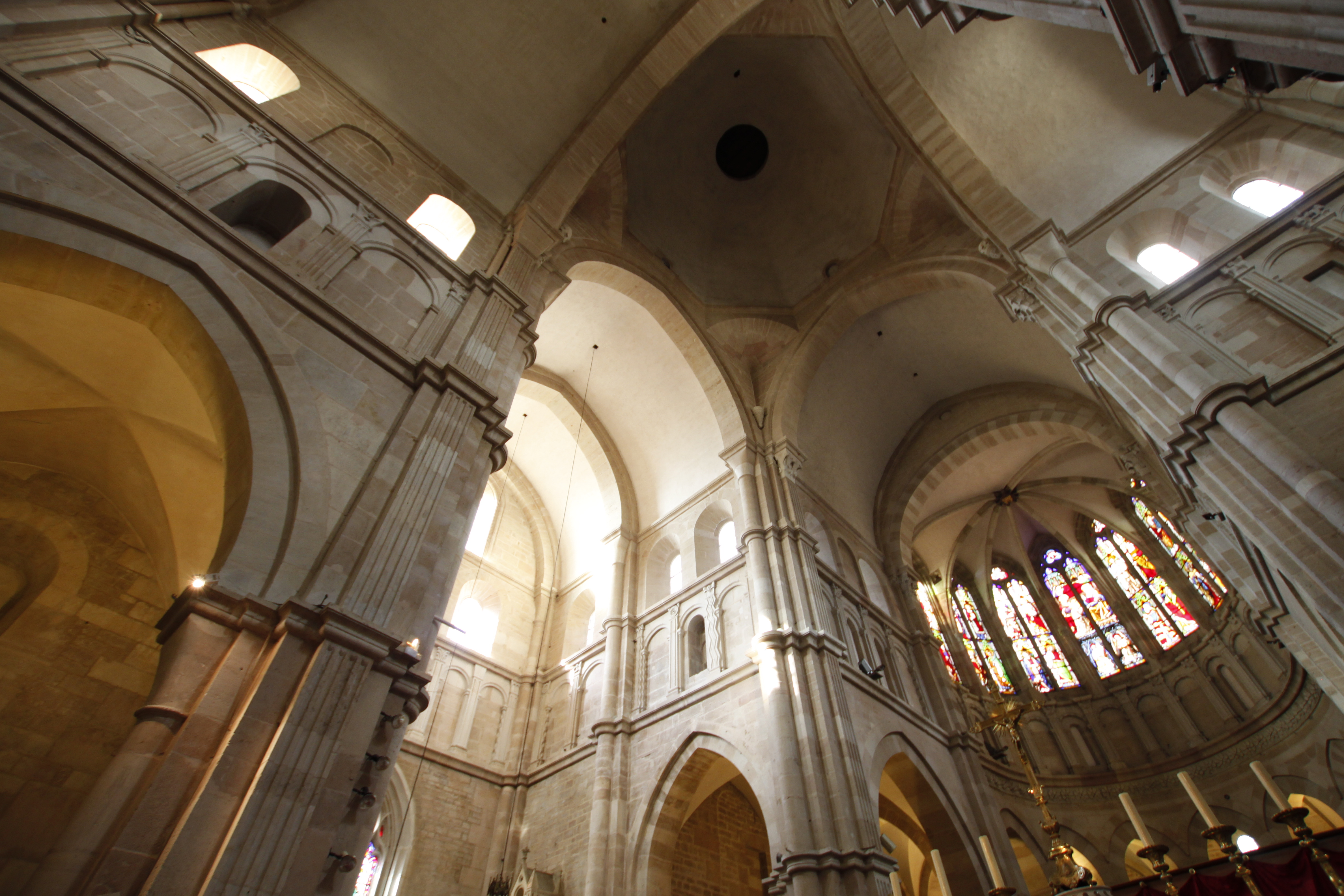
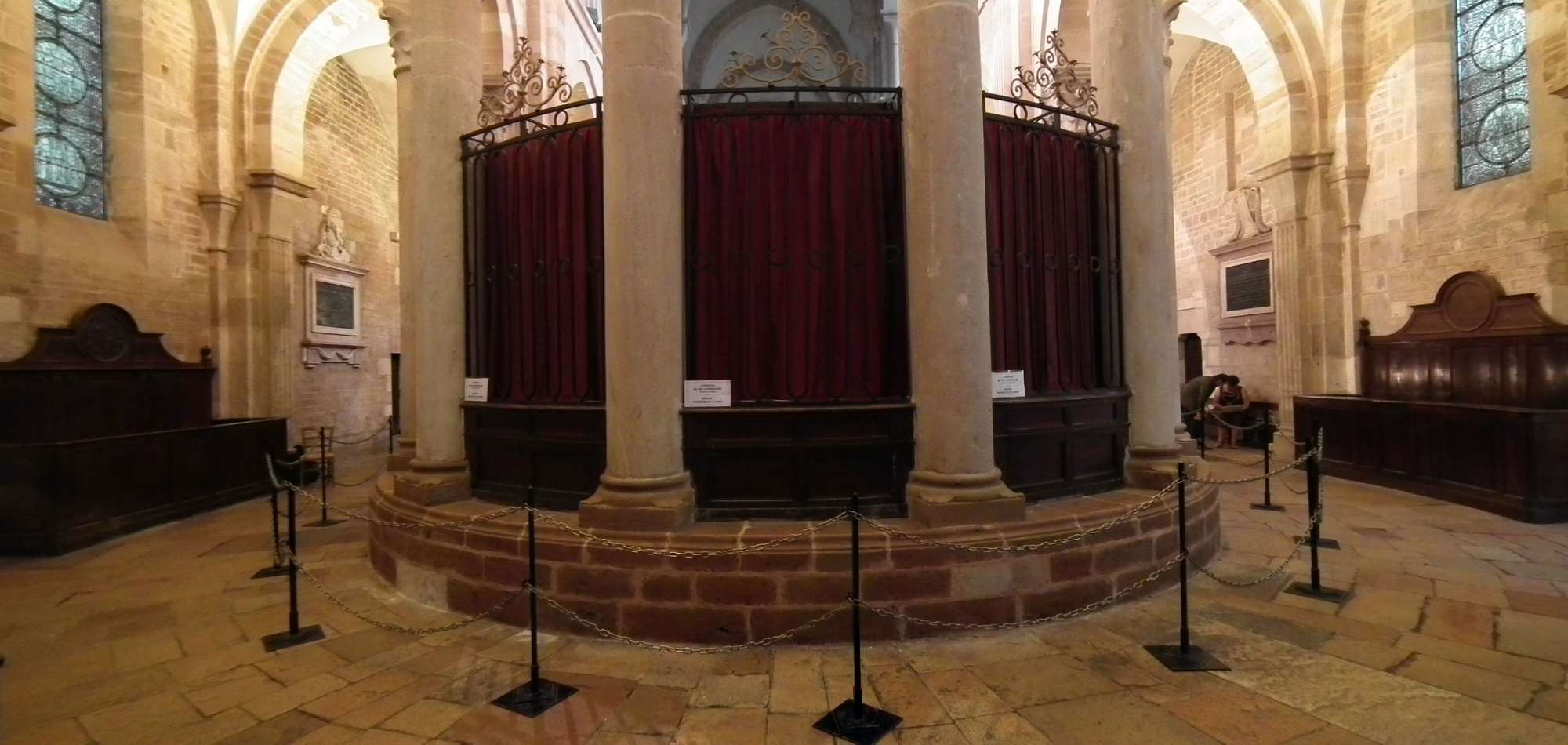
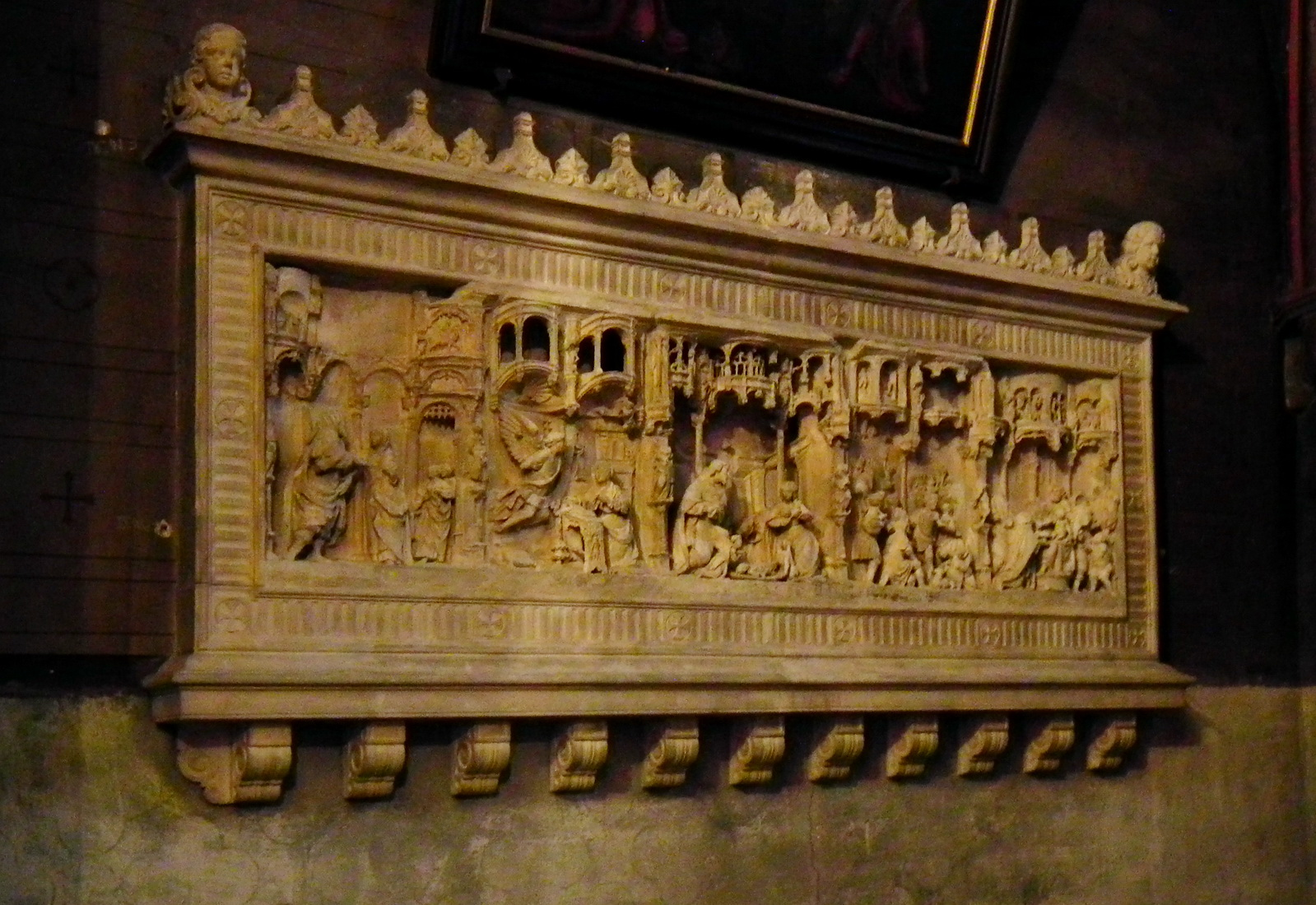
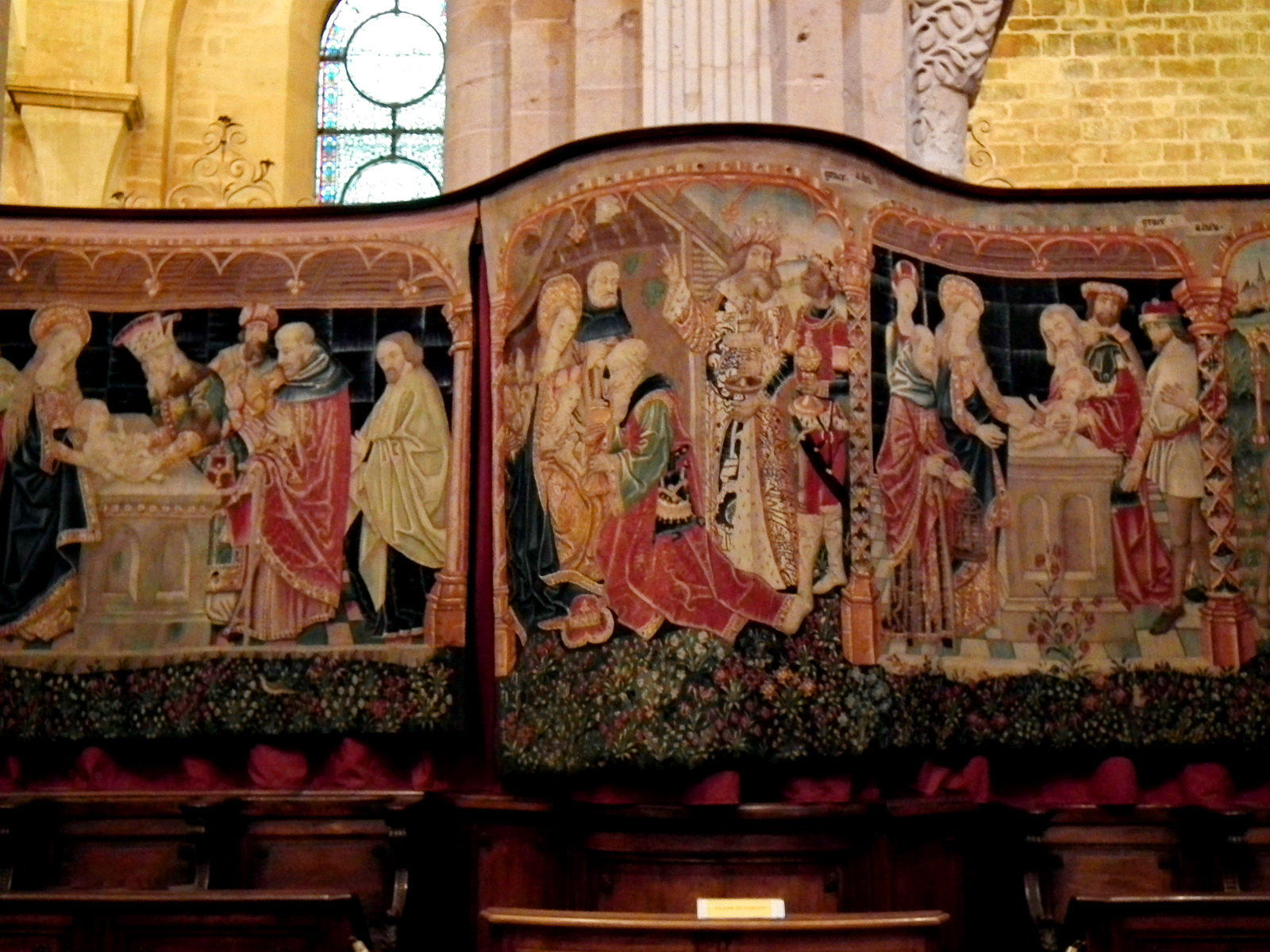
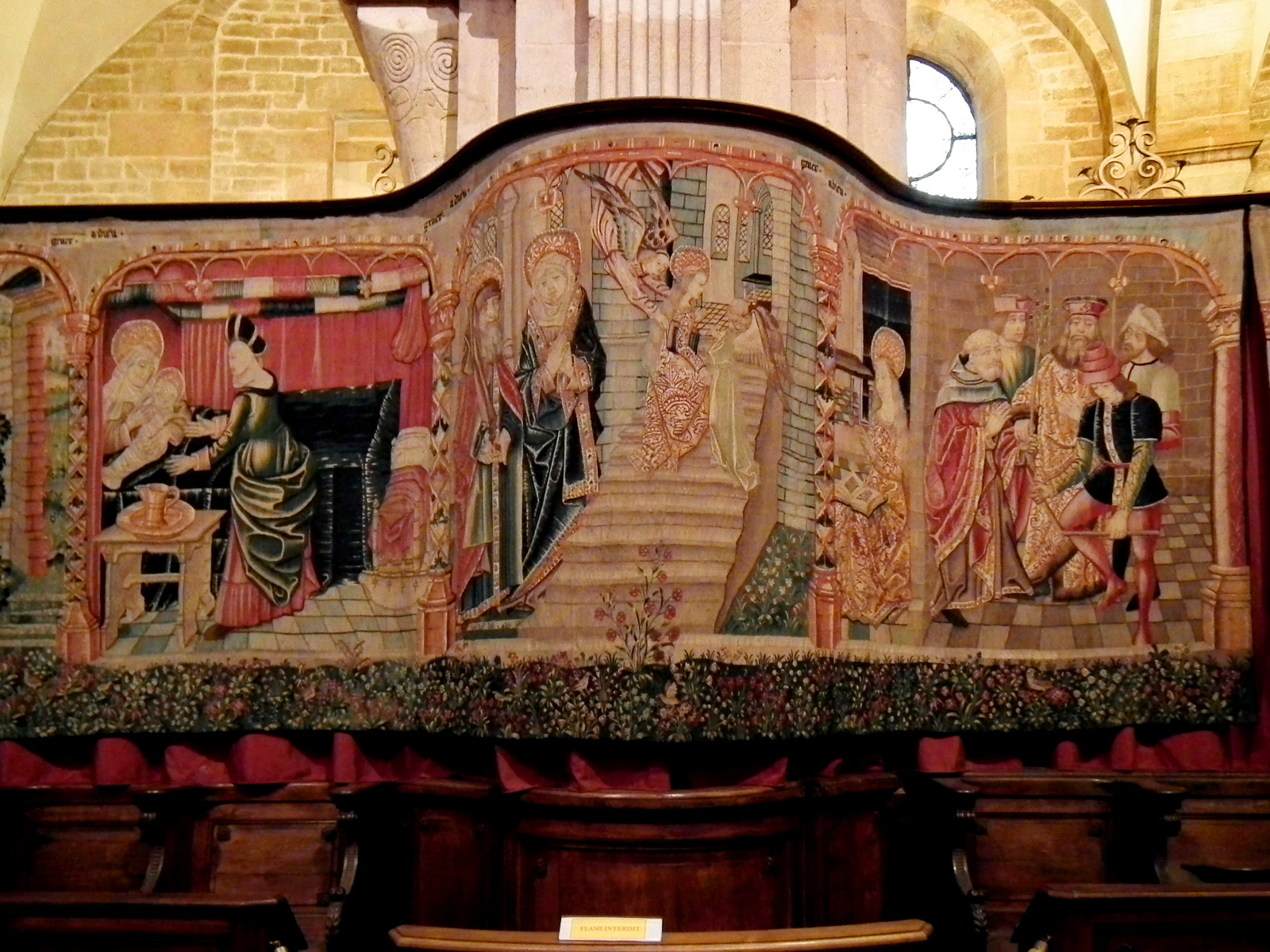
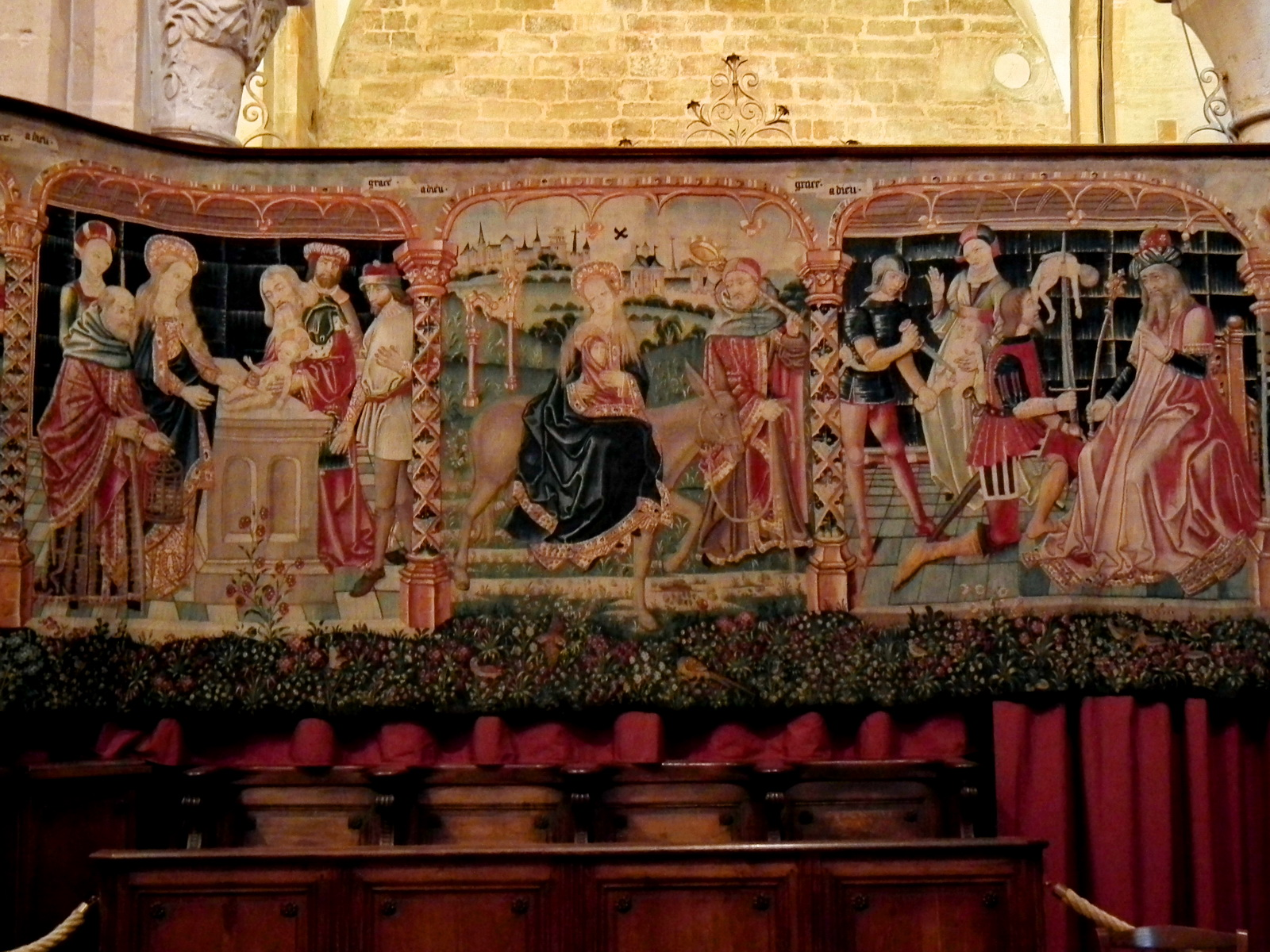
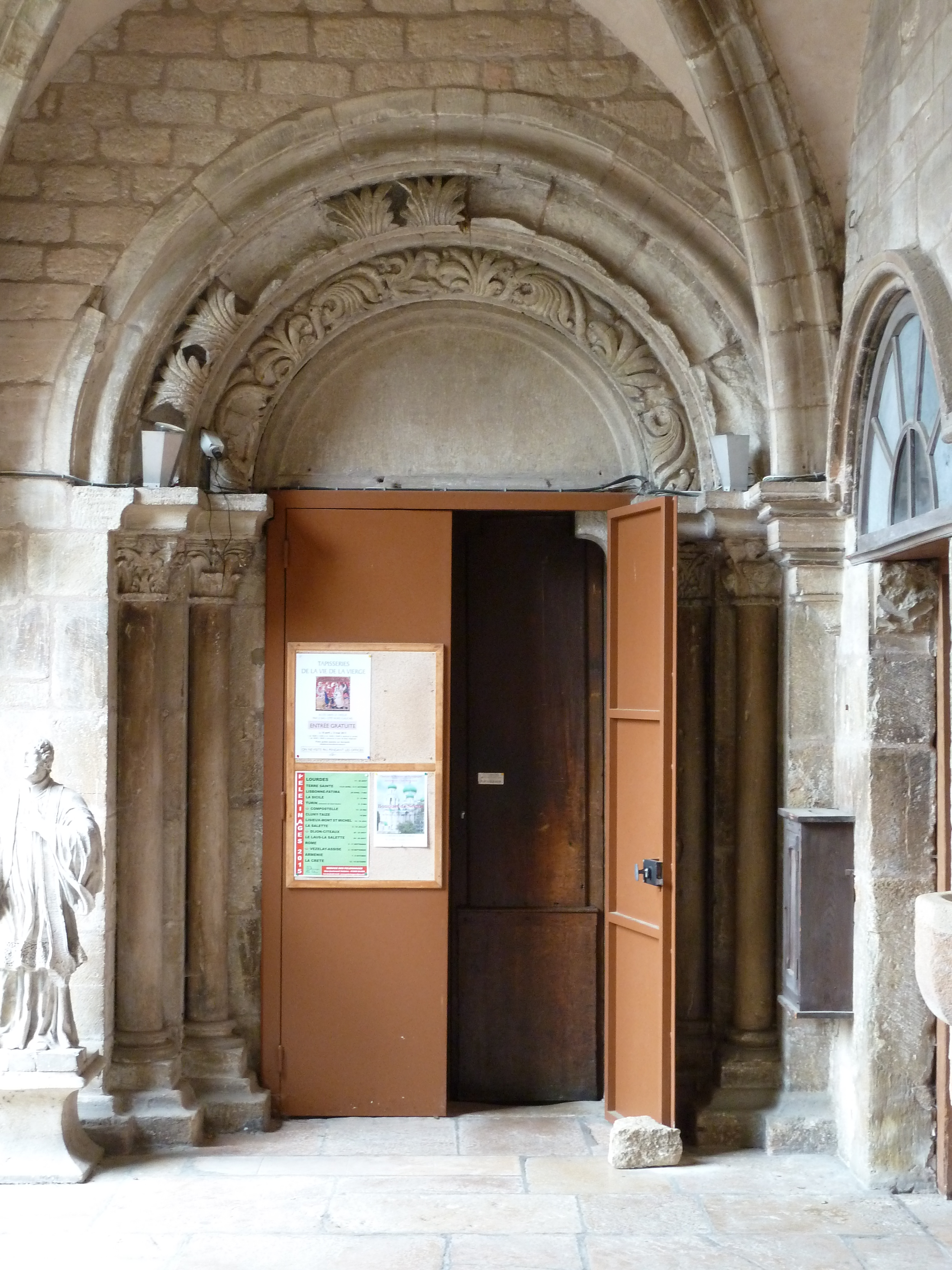
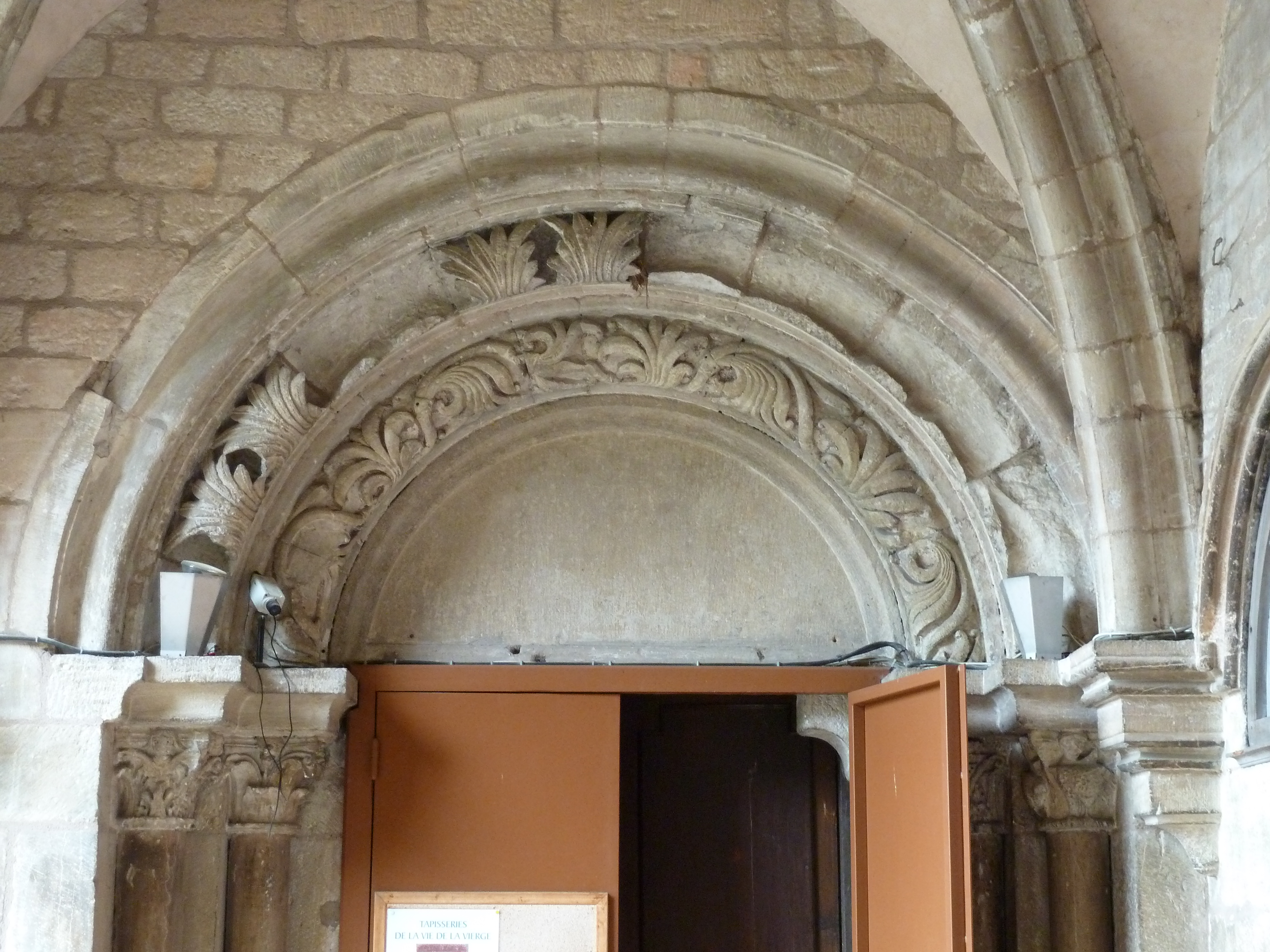
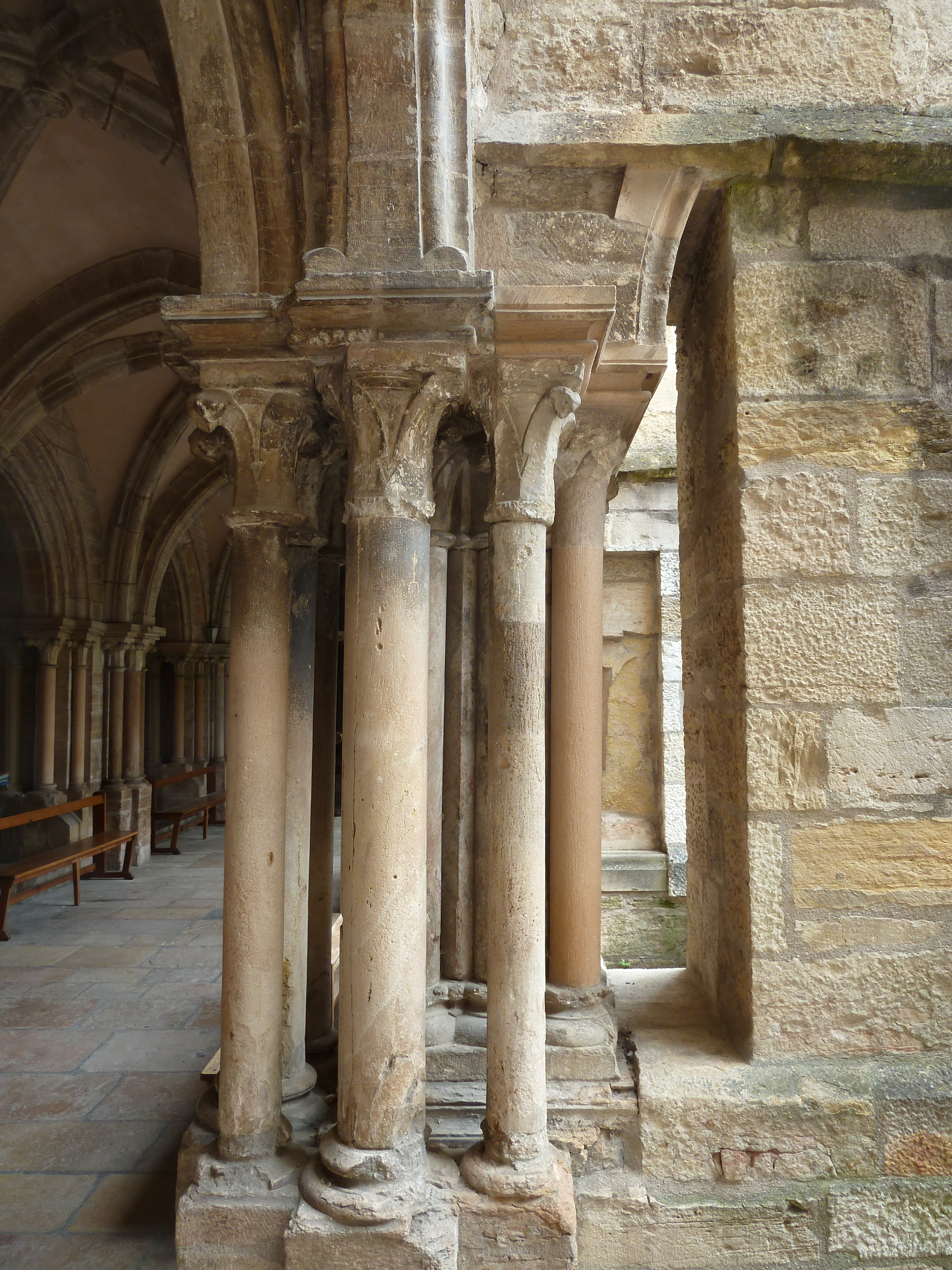
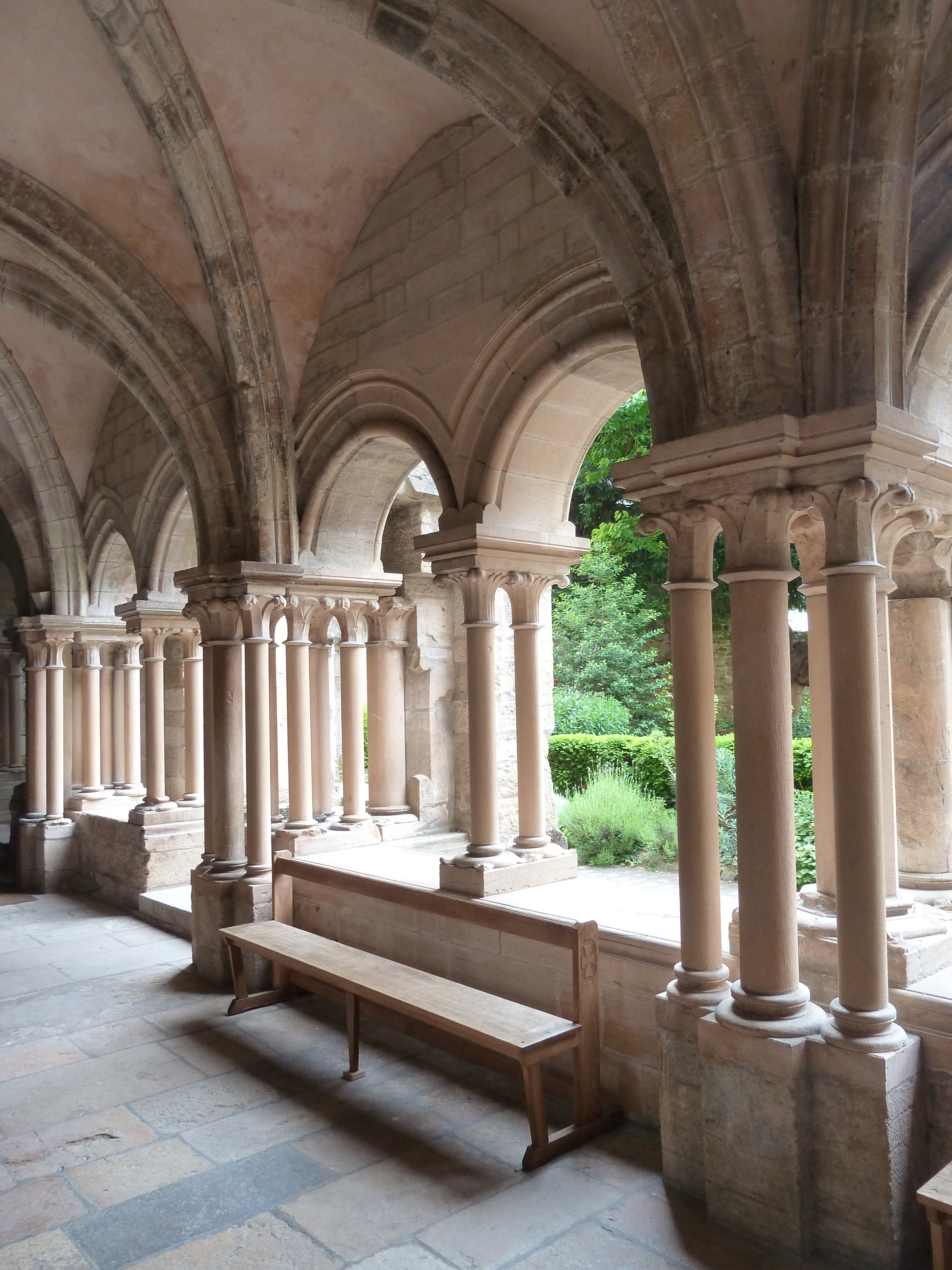

该堂于1840年列为法国历史古迹。